# Place Luís de Camões (Praia)
La place Luís de Camões (en portugais : Praça Luís de Camões) est une place du quartier de Plateau à Praia au Cap-Vert,.

## Présentation
La place est située entre la Rua Serpa Pinto et l'Avenida Andrade Corvo, dans la partie orientale du quartier de Plateau qui est le centre-ville historique de Praia.
La place porte le nom de l'écrivain portugais du XVIe siècle Luís de Camões.

## Bâtiments de la place
Les bâtiments remarquables de la place sont le mémorial au médecin António Lereno (1850-1916), l'ancienne Escola Grande construite en 1877 et l'ancienne bibliothèque publique, qui abrite actuellement le rectorat de l'Université du Cap-Vert,:

## Galerie

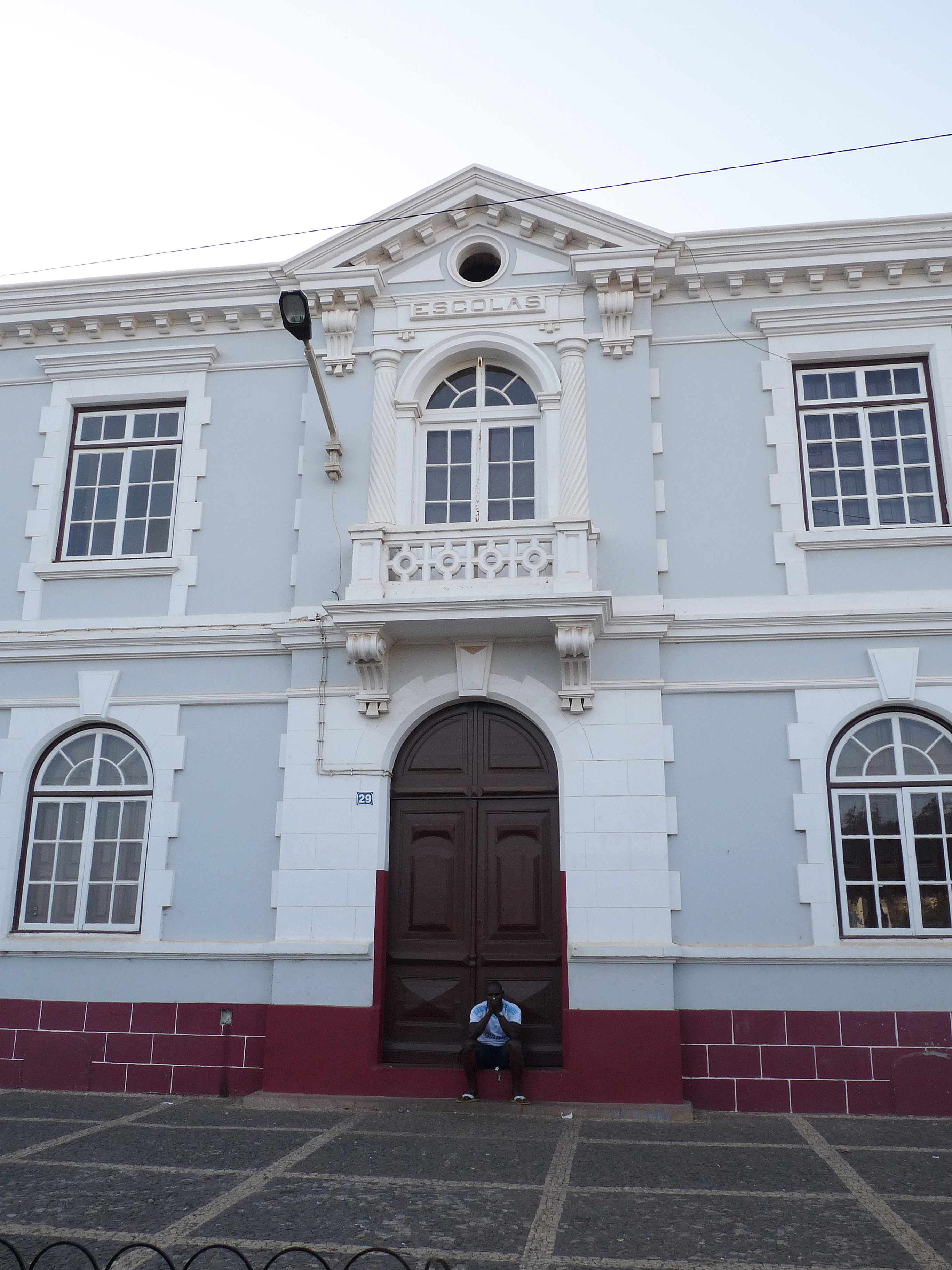
Escola Grande.
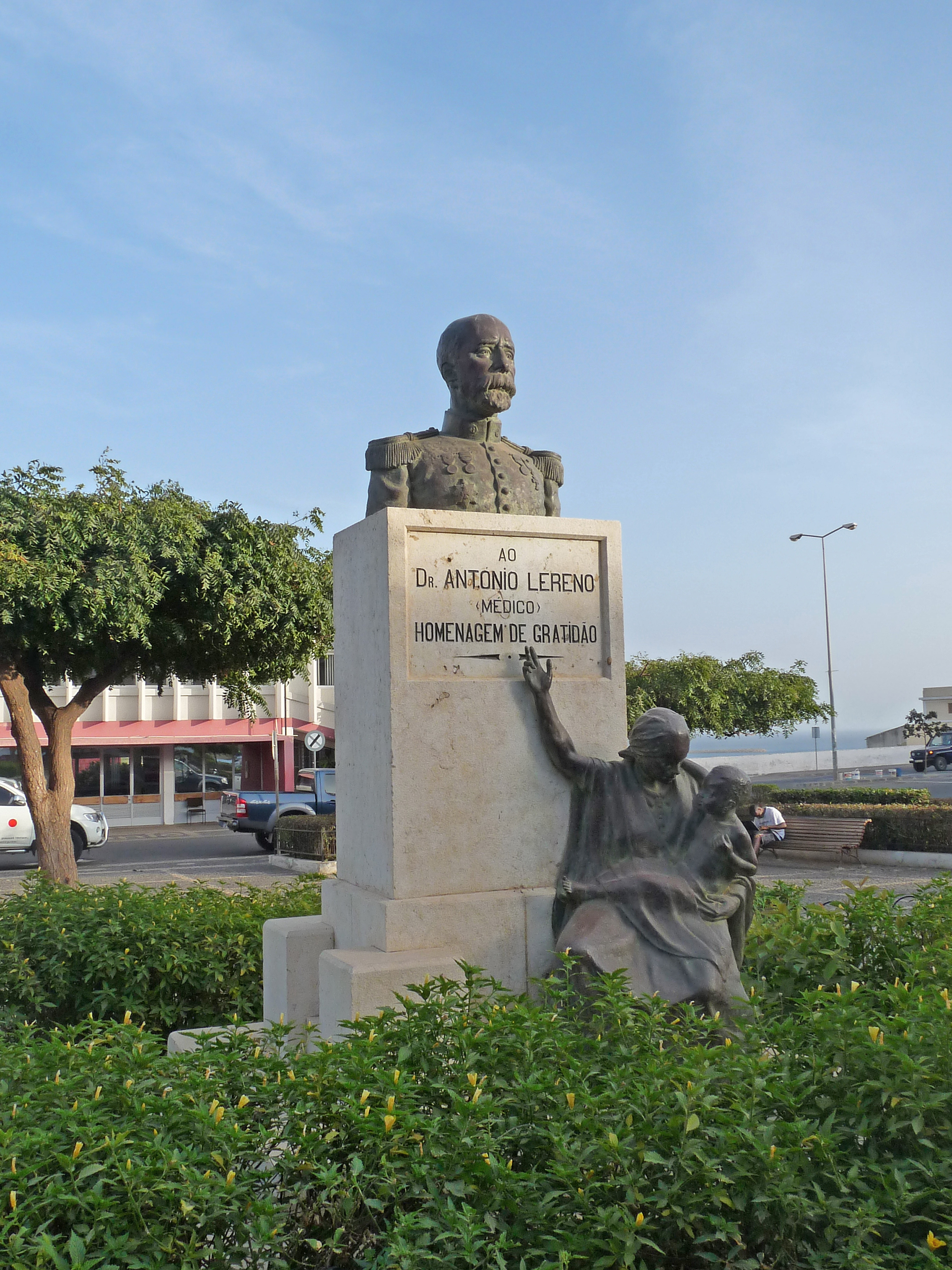
Mémorial au médecin António Lereno